# 10.º Regimiento de Marines
El 10.º Regimiento de Marines es un regimiento de artillería del Cuerpo de Marines de los Estados Unidos acuartelado en Camp Lejeune, Carolina del Norte. El regimiento está bajo el mando de la 2.ª División de Marines y la II Fuerza Expedicionaria de Marines.

## Unidades subordinadas
- Batería Cuartel General del 10.º Regimiento de Marines
- 1.er Batallón 10.º Regimiento (1/10)
- 2.º Batallón 10.º Regimiento (2/10)
- 5.º Batallón 10.º Regimiento (5/10) fue desactivado el 1 de junio de 2012.
- 3.er Batallón 10.º Regimiento (3/10) fue desactivado el 26 de abril de 2013.

## Misión
Proporcionar fuego de artillería para apoyar a la 2.ª División de Marines usando recursos orgánicos de fuego indirecto mientras que coordina los disparos letales y no letales de otros elementos de apoyo por fuego de la II Fuerza Expedicionaria de Marines con el propósito de suprimir, neutralizar o destruir al enemigo.

## Historia

### Años iniciales
El 10.º de Infantería de Marina originalmente fue formado en Quantico, Virginia el 25 de abril de 1914 como un batallón de artillería bajo el mando de la 1.ª Brigada Expedicionaria de Marines. Como un batallón, la unidad tomó parte en los conflictos en Haití y la República Dominicana entre agosto de 1915 y mayo de 1917. El batallón fue expandido a mediados de 1917 y finalmente, el 15 de enero de 1917 la unidad fue redesignada como el 10.º Regimiento de Infantería de Marina de Artillería de Campaña.
Entre la Primera Guerra Mundial y la Segunda Guerra Mundial, el regimiento cumplió con muchos diferentes roles, incluyendo la construcción de sus barracas y otras variadas construcciones en la base y la protección del correo. Incluso participó en recreaciones anuales de batallas de la Guerra Civil. Durante ese mismo periodo, el regimiento fue desplegado a China y a Islandia justo antes de que Estados Unidos se involucrara en la Segunda Guerra Mundial.

## Segunda Guerra Mundial
Durante la guerra el regimiento participó en la invasión de Guadalcanal y posteriormente en las batallas de Tarawa, Saipán, Tinian y Okinawa.

## Después de la Segunda Guerra Mundial
Después del término de la Segunda Guerra Mundial, el 10.º Regimiento de Marines se acuarteló en Camp Lejeune, Carolina del Norte, la que aún es su base hoy en día. Cuando la guerra de Corea comenzó, el 10.º Regimiento de Marines estaba funcionando con una dotación mínima, pero cinco meses más tarde estaba totalmente movilizado y con dotación de tiempo de guerra y listo para combatir. Nuevamente, durante la crisis de los misiles en Cuba el regimiento fue movilizado para participar en el bloqueo de Cuba.

## Postguerra
Desde el final de la guerra de Corea el regimiento ha participado en ejercicios probando los métodos de disparas obuses de 155 mm desde una lancha de desembarco, así como el Ejercicio Fire semestral realizado en Fort Bragg, Carolina del Norte. El regimiento continuamente ha enviado baterías y batallones a entrenar en Okinawa y para participar en CAX, una operación de entrenamiento realizada en Twenty-Nine Palms, California en los límites del Desierto de Mojave.

## Primera guerra del Golfo
En enero de 1990, el regimiento se desplegó a Arabia Saudita en apoyo de la Operación Desert Shield. El regimiento tuvo la misión de proporcionar el apoyo de fuego de artillería para la 2.ª División de Marines en la guerra llevaba a cabo para expulsar a las fuerzas iraquíes que ocuparon Kuwait.

## Guerra Global contra el Terrorismo
El 10.º Regimiento de Marines se desplegó a Kuwait a principios del año 2003 y proporcionó el apoyo de fuego de artillería para la Fuerza de Tareas Tarawa durante la invasión de Irak de 2003. Desde el año 2003, el regimiento ha continuado desplegando unidades del cuartel general del batallón y sus baterías subordinadas a Irak para proporcionar el apoyo de fuego de artillería y algunas veces también actuar como compañías provisionales de infantería especialmente en la provincia de Al Anbar en la parte occidental del país. También unidades del regimiento continúan siendo desplegadas a Afganistán en apoyo de la Operación Enduring Freedom.